# Trần Thị Quốc Khánh
Trần Thị Quốc Khánh (sinh ngày 1/9/1959 tại xã Hòa Hậu, huyện Lý Nhân, tỉnh Hà Nam) là đại biểu Quốc hội Việt Nam khoá XIV (2016-2021), thuộc đoàn đại biểu quốc hội thành phố Hà Nội. Bà từng là đại biểu quốc hội khoá XIII. Khi trúng cử thì bà đang là Ủy viên thường trực Ủy ban Khoa học, Công nghệ và Môi trường của Quốc hội khóa XII, Ban thường trực nhóm Nữ nghị sĩ Việt Nam - Ủy ban Khoa học, Công nghệ và Môi trường của Quốc hội, 35 Ngô Quyền, Hà Nội. Bà trúng cử với tỷ lệ phiếu là 57,60 phần trăm. Bà ở đoàn đại biểu Quốc hội từ Hà Nội.

## Giáo dục
Bà là Cử nhân chính trị, Tiến sĩ Luật, Cử nhân báo chí.

## Đại biểu Quốc hội khóa XIV nhiệm kì 2016-2021

### Ứng cử và trúng cử
Ngày 22 tháng 5 năm 2016, bà đã trúng cử đại biểu Quốc hội Việt Nam khóa XIV ở đơn vị bầu cử số 6 của thành phố Hà Nội, gồm các huyện Ứng Hòa, Mỹ Đức, Phú Xuyên, Thường Tín với tỉ lệ 71,41% số phiếu hợp lệ, tỉ lệ cao nhất trong ba người được bầu ở đơn vị bầu cử này (hai người kia là bà Nguyễn Thị Lan với 67,62% và ông Nguyễn Chiến (Nguyễn Văn Chiến) với 56,19%).

### Vụ nổi loạn của nông dân xã Đồng Tâm
Khi vụ bắt giữ con tin tại Đồng Tâm xảy ra, với tư cách là đại biểu quốc hội của đơn vị bầu cử số 6 (bao gồm huyện Mỹ Đức, xã Đồng Tâm thuộc huyện Mỹ Đức), ngày 21 tháng 4 năm 2017, bà cho biết không có người dân Đồng Tâm nào phản ánh, chia sẻ với bà về bức xúc của họ dù qua nhiều cuộc tiếp xúc cử tri trước khi vụ việc xảy ra, dù bà có công khai số điện thoại.

### Đề xuất ngày nghỉ lễ tôn vinh nam giới
Chiều ngày 29 tháng 5 năm 2019, tại buổi Thảo luận tại tổ về dự thảo Bộ luật Lao động (sửa đổi), Trần Thị Quốc Khánh cho rằng cần Việt Nam có thêm một ngày nghỉ lễ trong năm, và đề xuất ngày nghỉ lễ để tôn vinh nam giới như một số nước trên thế giới tương ứng với ngày Phụ nữ Việt Nam.

## Câu nói để đời
Về dự thảo sửa đổi Hiến pháp vào năm 2013:
| “ | dự thảo mới đã thể hiện được hào khí, khát vọng của nhân dân, đặc biệt là các quyền con người, quyền công dân được thể hiện rất tốt... | ” |

Phát biểu tại phiên thảo luận tại hội trường QH chiều 09/6/2017, lúc 16:37':
"...và nhiều người trở thành giàu có như là Công tử Bạc Liêu chúng ta đều thấy..."